# Петралонски антропологичен музей
Петралонският антропологичен музей (на гръцки: Ανθρωπολογικό Μουσείο Πετραλώνων) е музей разположен край Петралонската пещера, Северна Гърция. Музеят излага артефактите от пещерата, както и артефакти от праисторически култури в Гърция, Европа и света.
Пещерата е разположена на 2 km от халкидическото село Петралона. Музеят е основан в 1978 година от Антропологическата асоциация на Гърция, която го притежава. Отваря врати в 1979 година.
Сред експонатите в музея са най-старите следи от огън, открити в Мавзолея в пещерата – от 24 пласт на Петралонската пещера на възраст над 1 милион години; изключително старите костени и каменни сечива, открити в Неа Триглия, датирани преди 11 милиона години, находки от времето преди пещерното обитаване в Неа Триглия, остров Евбея, Кайляри, егейските осторови, Африка и други райони.
Музеят излага и изложба на фауната на праисторическа Гърция, която показва, че в региона са живели пантери, лъвове, хиени, лисици, слонове, носорози, мечки и много видове елени и коне, включително прадедите на съвременния кон. Черупка от костенурка на 800 000 години е смятана за най-старата чиния в света.
Музеят показва и копие от череп от Арахнес на Крит, който има следи от заздравяла операция.
Музеят има и конферентна зала, геоложки и палеоантропологически консервационни работилници и библиотека.
- Реконструкция на череп на архантроп
- Реконструкция на скелет на архантроп
- Вкаменена костенурка от мезозоя (65 милиона години)
- Следи от огън